# Detlef Garz

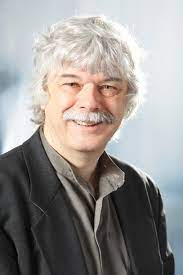
Detlef Garz

Detlef Garz (* 1949 in Bermbach, Taunus) ist ein deutscher Sozial- und Erziehungswissenschaftler.

## Leben
Detlef Garz studierte zunächst an der FH Mainz Wirtschaftswissenschaften. Nach dem Abschluss studierte er von 1973 bis 1978 Erziehungswissenschaft, Psychologie, Soziologie und Philosophie an der Uni Mainz und der Uni Frankfurt. Nach dem Diplom in Erziehungswissenschaft wurde er 1982 an der Universität Hamburg mit der Arbeit Zur Bedeutung rekonstruktiver Sozialisationstheorien in der Erziehungswissenschaft – unter der besonderen Berücksichtigung der Arbeiten Lawrence Kohlbergs promoviert. Seine Habilitation (Anthropologie und Sozialisation) folgte 1987/88 an der Universität Osnabrück.
Er war von 1980 bis 1990 an der Universität Osnabrück und der Universität Freiburg (Schweiz) beschäftigt. Seit 1990 hatte er eine Professur an der Carl von Ossietzky Universität Oldenburg inne; von 2002 bis 2015 an der Universität Mainz. Im Mai 2021 wurde er zum Seniorprofessor an der Christian-Albrechts-Universität zu Kiel ernannt. Er hatte Gastprofessuren an der Universität Freiburg (Schweiz) und an der Kangnam University in Yongin (Südkorea) inne. Von 1984/85 war er Forschungsassistent an der Harvard University bei Lawrence Kohlberg, im Frühjahr 1997 Gastwissenschaftler an der Stanford University und 2007/08 Member am Institute for Advanced Study (History) an der Princeton University. 2010/11 war er Fellow am Hanse-Wissenschaftskolleg, Institute for Advanced Study (Sozialwissenschaften) in Delmenhorst.
Von 1999 bis 2009 war Garz Kursdirektor am Inter University Centre Dubrovnik - Institution for Advanced Studies; von 2013 bis 2020 leitete er die DAAD-Summer-School „Interpretation und Verstehen“ in Südkorea. Von 2011 bis 2019 war Sprecher der Study Group „Rekonstruktive Sozialforschung“ am Hanse-Wissenschaftskolleg. Seit 2018 ist er Mitglied der Study Group „Tötungshandlungen in Einrichtungen des Gesundheitswesens“, ebenfalls am Hanse Wissenschaftskolleg.
Seine Arbeit wird durch drei Schwerpunkte bestimmt (siehe dazu die Schriften):
1. Entwicklung und Erziehung. Im Mittelpunkt stehen hier Fragen einer Entwicklungspädagogik und der sozio-moralischen Entwicklung von Jugendlichen und Erwachsenen. Im Hinblick auf die Arbeiten von Lawrence Kohlberg wird der Zusammenhang von moralischem Urteil und Handeln sowie der Ausbildung von Identitäten untersucht. Weiterführend liegt ein Schwerpunkt von Detlef Garz auf der Untersuchung von Prozessen der Zerstörung von Identitäten durch soziale Aberkennung.[4][5][6]
2. Qualitativ-rekonstruktive Sozialforschung. Seit der frühen Beschäftigung mit Arbeiten der qualitativen Sozialforschung hat er eine Reihe von theoretischen und empirischen Beiträgen vorgelegt. Der Schwerpunkt liegt seit mehreren Jahren auf der rekonstruktiven Sozialforschung im Sinne von Ulrich Oevermann. Derzeit leitet er mit Sylke Bartmann und Olaf Zawacki-Richter ein von der DFG gefördertes Forschungsprojekt zur ‚Rekonstruktion nicht-traditioneller Bildungs- und Berufsbiographien von ehemaligen Studierenden ohne Abitur‘.[7]
3. Biographie- und Migrationsforschung. Der Forschungsschwerpunkt richtet sich auf Arbeiten zur Emigration aus Nazi-Deutschland. Seit mehr als zwei Jahrzehnten werden die autobiographischen Texte von Emigranten, die sich an dem wissenschaftlichen Preisausschreiben der Harvard University aus dem Jahr 1939 „My Life in Germany before and after January 30, 1933“ beteiligt haben sowie deren Entstehungsbedingungen, untersucht.[8] In diesem Zusammenhang hat Detlef Garz zahlreiche Arbeiten von Migranten herausgegeben und kommentiert und dabei das Konzept der biographischen Pfadabhängigkeit herausgearbeitet.[9] Weiterhin steht die im letzten Drittel des 20. Jahrhunderts erfolgte koreanische Arbeitsmigration nach Deutschland im Fokus seiner jüngeren Arbeiten.[10]

## Publikationen (Auswahl)
1. Sozio-moralische Entwicklung und Erziehung (im Kontext des Paradigmas von Lawrence Kohlberg)
- Strukturgenese und Moral. Westdeutscher Verlag, Opladen 1984, ISBN 3-531-11682-7.
- Sozialpsychologische Entwicklungstheorien. Von Baldwin über Kohlberg bis zur Gegenwart. 4. Auflage. Springer, Wiesbaden 2008, ISBN 978-3-531-16321-5. (Koreanische Ausgabe: 2. Auflage. Hanul Publishing Company, Seoul 1999/2000)
- Theorie der Moral und gerechte Praxis. Deutscher Universitäts-Verlag, Wiesbaden 1989, ISBN 3-8244-4031-8.
- mit Fritz Oser und Wolfgang Althof (Hrsg.): Moralische Zugänge zum Menschen – Zugänge zum moralischen Menschen. Beiträge zur Entstehung moralischer Identität. Kindt, München 1986, ISBN 3-925412-03-4.
- Herausgeber der deutschen Ausgabe: Robert Kegan: Die Entwicklungsstufen des Selbst. Kindt, München 1986/20116, ISBN 978-3-925412-00-4.
- Lawrence Kohlberg zur Einführung. Junius, Hamburg 1996, ISBN 3-88506-935-0. (2. Aufl. 2015; Englischsprachige Ausgabe: Lawrence Kohlberg – an Introduction. Farmington Hills 2009, ISBN 978-3-86649-285-1)
- Moral, Erziehung und Gesellschaft. Wider die Erziehungskatastrophe. Klinkhardt, Bad Heilbrunn 1998, ISBN 3-7815-0927-3.
- mit Fritz Oser und Wolfgang Althof (Hrsg.): Moralisches Urteilen und Handeln. Suhrkamp, Frankfurt am Main 1999, ISBN 3-518-28993-4.
- mit Wolfgang Althof: Herausgeber und Bearbeiter der deutschen Ausgabe: Lawrence Kohlberg: Die Psychologie der Lebensspanne. Suhrkamp, Frankfurt am Main 2000, ISBN 3-518-29446-6.
- mit Hyo-Seon Lee: The Understanding of Human Behavior and Social Environment. Gong Dong Che Verlag, Seoul 2006. Koreanisch (363 Seiten).
- mit Hyo-Seon Lee: Human Behavior and Social Environment. Jeong Min Se Verlag, Seoul 2012. (Koreanisch (341 Seiten); vollständig überarbeitete Fassung von Lee/Garz 2006)
- mit Boris Zizek und Eva Novak (Hrsg.): Kohlberg Revisited. Sense, Rotterdam 2015, ISBN 978-94-6300-077-2.

2. Qualitative bzw. rekonstruktive Sozialforschung
- mit Klaus Kraimer (Hrsg.): Brauchen wir andere Forschungsmethoden? Scriptor, Frankfurt am Main 1983, ISBN 3-589-20816-3.
- mit Klaus Kraimer (Hrsg.): Qualitativ-empirische Sozialforschung. Westdeutscher Verlag, Opladen 1991, ISBN 978-3-322-97024-4.
- mit Klaus Kraimer (Hrsg.): Die Welt als Text. Theorie, Kritik und Praxis der Objektiven Hermeneutik. Suhrkamp, Frankfurt am Main 1994/19982, ISBN 3-518-28631-5.
- mit Jurij Fikfak und Frane Adam (Hrsg.): Qualitative Research. Different Perspectives – Emerging Trends. Ljubljana 2004, ISBN 961-6500-58-9.
- mit Uwe Raven: Theorie der Lebenspraxis. Einführung in das Werk Ulrich Oevermanns. VS, Wiesbaden 2015, ISBN 978-3-658-07307-7.
- mit Klaus Kraimer und Gerhard Riemann (Hrsg.): Im Gespräch mit Ulrich Oevermann und Fritz Schütze. Einblicke in die biographischen Voraussetzungen, die Entstehungsgeschichte und die Gestalt rekonstruktiver Forschungsansätze. Budrich, Opladen 2019, ISBN 978-3-8474-0656-3.

3. (Historische) Biographieforschung
- Herausgeber von: Käthe Vordtriede: ”Es gibt Zeiten, in denen man welkt”. Mein Leben in Deutschland vor und nach 1933. Libelle, Lengwil 1999/20003, ISBN 3-909081-13-4.
- Herausgeber von: Eva Wysbar: ”Hinaus aus Deutschland, irgendwohin...”. ‘Mein Leben in Deutschland vor und nach 1933’. Libelle, Lengwil 2000, ISBN 3-909081-30-4.
- Biographische Erziehungswissenschaft. Lebenslauf, Entwicklung und Erziehung. Eine Hinführung. Leske + Budrich, Opladen 2000, ISBN 3-8100-2955-6.
- mit Anja Knuth: Constanze Hallgarten. Porträt einer Pazifistin. Hamburg 2004, ISBN 3-8300-1619-0.
- ‚Mein Leben in Deutschland vor und nach dem 30. Januar 1933’. Das wissenschaftliche Preisausschreiben der Harvard Universität und seine in die USA emigrierten Teilnehmerinnen und Teilnehmer aus den Gebieten der Literatur. In: J. M. Spalek, K. Feilchenfeldt, S. H. Hawrylchak (Hrsg.): Deutschsprachige Exilliteratur seit 1933. Band 3: USA. München 2005, S. 305–333. – Ein zentraler Text zur Emigration aus NS-Deutschland.
- Herausgeber von: Hilda Weiss – Soziologin, Sozialistin, Emigrantin. Hamburg 2006, ISBN 3-8300-1787-1.
- mit Gesine Janssen: „Über den Mangel an Charakter des deutschen Volkes“. Zu den autobiographischen Aufzeichnungen des jüdischen Arztes und Emigranten Dr. Julian Kretschmer aus Emden. BIS-Verlag, Oldenburg 2006, ISBN 3-8142-2041-2.
- mit David Kettler (Hrsg.): Nach dem Krieg! Nach dem Exil? Erste Briefe/First Letters. edition text + kritik, München 2012, ISBN 978-3-86916-171-6. (Englischsprachige Ausgabe: First Letters After Exile by Thomas Mann, Hannah Arendt, Ernst Bloch, and Others. Anthem, London 2021, ISBN 978-1-78527-673-6)
- „Wir waren trotz der Schwierigkeiten fröhlich und mutig, weil wir von einem besseren Leben träumten“ – Die historische Entwicklung der südkoreanischen Migration in die Bundesrepublik Deutschland. In: Y.-S. Chang-Gusko, N. J.-H. Han, A. Kolb (Hrsg.): Unbekannte Vielfalt – Einblicke in die koreanische Migrationsgeschichte in Deutschland. edition DOMiD. Köln 2014, S. 18–41. – Ein zentraler Text zur südkoreanischen Emigration nach Deutschland.
- mit Boris Zizek (Hrsg.): Wie wir zu dem werden, was wir sind. Sozialisations-, biographie- und bildungstheoretische Aspekte. VS, Wiesbaden 2015, ISBN 978-3-658-03538-9.
- mit Ulrike Nagel und Anja Wildhagen (Hrsg.): Biographische Erfahrungen im Sozialismus. Analysen des Lebens im 'so anderen Land' der DDR. Budrich, Opladen 2018, ISBN 978-3-8474-0655-6.
- Von den Nazis vertrieben. Autobiographische Zeugnisse von Emigrantinnen und Emigranten. Das wissenschaftliche Preisausschreiben der Harvard Universität aus dem Jahr 1939. Budrich, Opladen 2021, ISBN 978-3-8474-2578-6.[1]